# Владімір Ружичка
Владімір Ружичка (чеськ. Vladimír Růžička; нар. 6 червня 1963, Мост, Чехословаччина) — чехословацький хокеїст (центральний нападник) та тренер.
Один з найкращих гравців в історії чехословацького та чеського хокею. Олімпійський чемпіон 1998 та чемпіон світу 1985. З 2008 року член зали слави чеського хокею. Займає друге місце у «Клубові хокейних снайперів» (543 закинуті шайби). Під його керівництвом збірна Чехії двічі вигравала чемпіонати світу.

## Клубна кар'єра
В чемпіонаті Чехословаччини грав за литвиновський ХЗ (1979–1987, 1989–1990) та «Дуклу» із Тренчина (1987–1989). Через десять секунд, після появи на льоду у першому матчі, закинув шайбу воротареві національної збірної Їржі Кралику. У складі обох команд здобував срібні нагороди національного чемпіонату. Двічі отримував «Золоту ключку» — трофей найкращому хокеїсту року у Чехословаччині (1986, 1988). П'ять разів був найкращим снайпером чемпіонату та тричі найкращим бомбардиром. Всього в лізі провів 425 матчів (306 голів).
П'ять сезонів провів у Національній хокейній лізі. За «Едмонтон Ойлерс», «Бостон Брюїнс» та «Оттаву Сенаторс» провів 233 матчі (82 голи) у регулярному чемпіонаті, а на стадії плей-офф — 30 поєдинків, 4 закинуті шайби. У першому ж сезоні здобув Кубок Стенлі.
1994 року повернувся до Чехії. У складі празької «Славії» провів шість сезонів. Здобував звання найкращого бомбардира (1996) та найкращого асистента ліги (1996, 1998).

## Виступи у збірній
У складі збірної Чехословаччини був учасником двох Олімпіад (1984, 1988). У Сараєво здобув срібну нагороду.
Брав участь у п'яти чемпіонатах світу та Європи (1983, 1985–1987, 1989). На світових чемпіонатах виграв одну золоту (1985), одну срібну (1983) та дві бронзові нагороди (1987, 1989). Віце-чемпіон Європи 1983, 1985, 1987, 1989. У 1985 році був обраний до символічної збірної чемпіонату світу. За збірну виступав на двох кубках Канади: 1984, 1987 (11 матчів, 2 гола).
В сезоні 1997-98 провів 14 ігор за збірну Чехії. На Олімпійських іграх 1998 у Нагано здобув золоту нагороду. На чемпіонатах світу та Олімпійських іграх провів 71 матч (36 закинутих шайб), а всього у складі національних збірних збірної Чехословаччини і збірну Чехії — 200 матчів (112 голів).

## Тренерська діяльність
На тренерській ниві почав працювати відразу після завершення ігрової кар'єри, у «Славії». Під його керівництвом команда двічі вигравала чемпіонат Чехії. У 2010 продовжив контракт на сім років.
У 2002–2004 працював асистентом головних тренерів збірної Чехії Славоміра Ленера та Івана Глінки. Після загибелі останнього очолив національну дружину, яка на чемпіонаті світу 2005 здобула золоті нагороди. Вдруге на посаді головного тренера здобув для збірної Чехії перше місце на чемпіонаті світу у 2010 році.

## Нагороди та досягнення

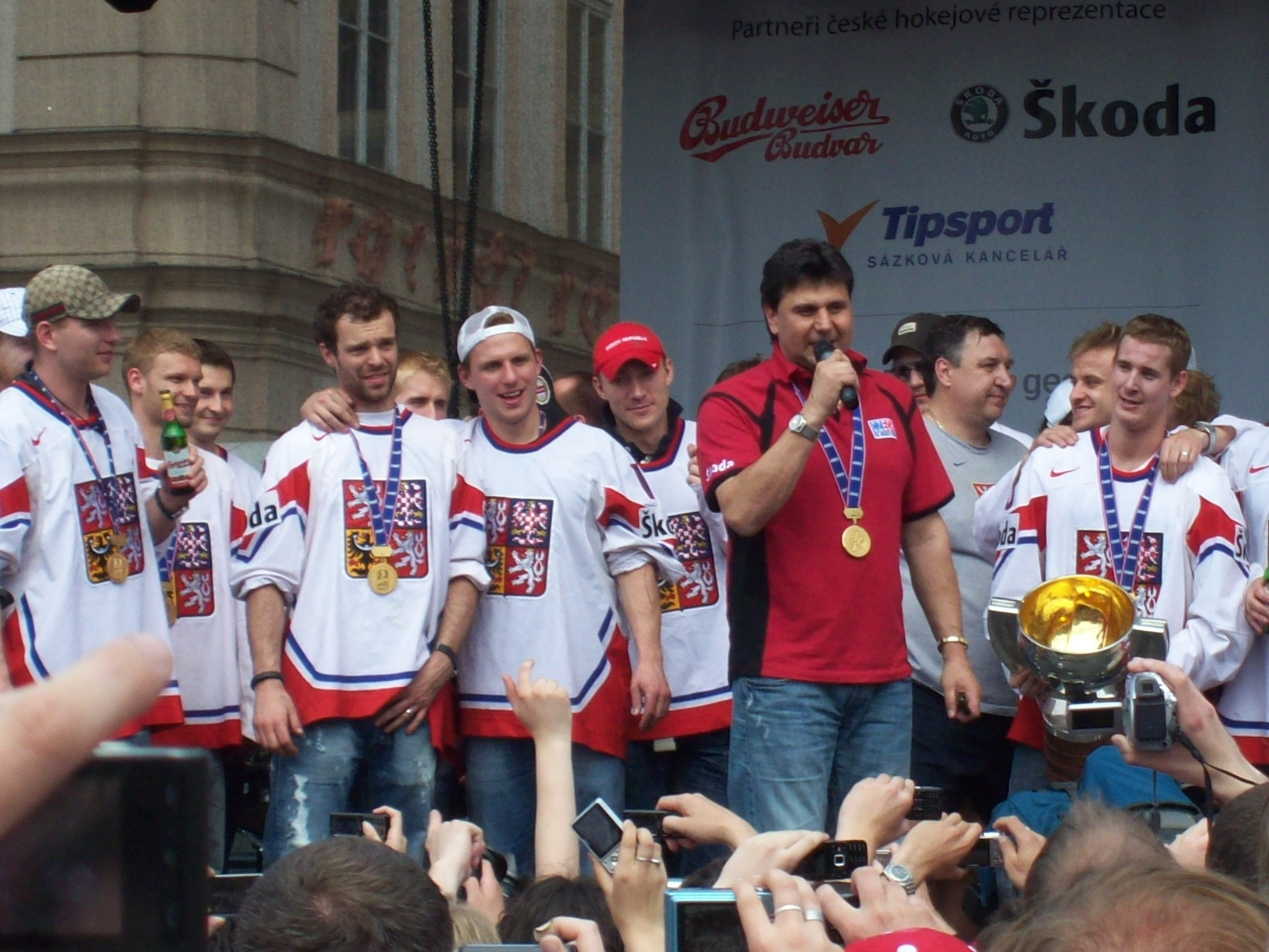
Владімір Ружичка та гравці збірної Чехії після перемоги на чемпіонаті світу 2010

### Гравець

#### Командні
- Олімпійський чемпіон (1): 1998
- Срібний призер Олімпійських ігор (1): 1984
- Чемпіон світу (1): 1985
- Срібний призер чемпіонату світу (1): 1983
- Бронзовий призер чемпіонату світу (2): 1987, 1989
- Срібний призер чемпіонату Європи (4): 1983, 1985, 1987, 1989
- Півфіналіст кубка Канади (1): 1987
- Володар кубка Стенлі (1): 1990
- Срібний призер чемпіонату Чехословаччини (2): 1984, 1989
- Бронзовий призер чемпіонату Чехословаччини (2): 1982, 1990

#### Особисті
- Символічна збірна чемпіонату світу (1): 1985
- Золота ключка (2): 1986, 1988
- Найкращий снайпер чемпіонату Чехословаччини (5): 1984 (31), 1985 (38), 1986 (41), 1988 (38), 1989 (46)
- Найкращий бомбардир чемпіонату Чехословаччини (3): 1984 (54), 1986 (73), 1989 (84)
- Найкращий бомбардир чемпіонату Чехії (1): 1996 (71)
- Найкращий асистент чемпіонату Чехії (1): 1996 (48), 1998 (46)

### Тренер
- Чемпіон світу (2): 2005, 2010
- Чемпіон Чехії (2): 2003, 2008
- Срібний призер чемпіонату Чехії (3): 2004, 2006, 2009
- Бронзовий призер чемпіонату Чехії (1): 2010
- Найкращий тренер чемпіонату Чехії (3): 2003, 2009, 2011

## Статистика виступів на Олімпійських іграх та чемпіонатах світу
Скорочення: І = Ігри, Г = Голи, П = Паси, О = Очки, Штр = Штрафний час у хвилинах
| Рік    | Команда        | Турнір | І  | Г  | П  | О  | Штр |
| ------ | -------------- | ------ | -- | -- | -- | -- | --- |
| 1983   | Чехословаччина | ЧС     | 10 | 3  | 1  | 4  | 4   |
| 1984   | Чехословаччина | ОІ     | 7  | 4  | 6  | 10 | 0   |
| 1984   | Чехословаччина | КК     | 5  | 0  | 0  | 0  | 2   |
| 1985   | Чехословаччина | ЧС     | 10 | 8  | 3  | 11 | 0   |
| 1986   | Чехословаччина | ЧС     | 10 | 4  | 11 | 15 | 6   |
| 1987   | Чехословаччина | ЧС     | 10 | 3  | 3  | 6  | 10  |
| 1987   | Чехословаччина | КК     | 6  | 2  | 0  | 2  | 0   |
| 1988   | Чехословаччина | ОІ     | 8  | 4  | 3  | 7  | 12  |
| 1989   | Чехословаччина | ЧС     | 10 | 7  | 7  | 14 | 2   |
| 1998   | Чехія          | ОІ     | 6  | 3  | 0  | 3  | 0   |
| Всього | Всього         | Всього | 82 | 38 | 32 | 70 | 36  |

## Клубна статистика
| 1979-80 | ХЗ (Литвинов)     | 1 ліга | 9   | 1   | 1   | 2    | 0   |    |   |    |    |    |
| 1980-81 | ХЗ (Литвинов)     | 1 ліга | 41  | 12  | 13  | 25   | 10  |    |   |    |    |    |
| 1981-82 | ХЗ (Литвинов)     | 1 ліга | 44  | 27  | 22  | 49   | 50  |    |   |    |    |    |
| 1982-83 | ХЗ (Литвинов)     | 1 ліга | 43  | 22  | 24  | 46   | 40  |    |   |    |    |    |
| 1983-84 | ХЗ (Литвинов)     | 1 ліга | 44  | 31  | 23  | 54   | 50  |    |   |    |    |    |
| 1984-85 | ХЗ (Литвинов)     | 1 ліга | 41  | 38  | 22  | 60   | 29  |    |   |    |    |    |
| 1985-86 | ХЗ (Литвинов)     | 1 ліга | 43  | 41  | 32  | 73   |     |    |   |    |    |    |
| 1986-87 | ХЗ (Литвинов)     | 1 ліга | 39  | 29  | 21  | 50   | 46  |    |   |    |    |    |
| 1987-88 | «Дукла» (Тренчин) | 1 ліга | 44  | 38  | 27  | 65   | 70  |    |   |    |    |    |
| 1988-89 | «Дукла» (Тренчин) | 1 ліга | 45  | 46  | 38  | 84   | 42  |    |   |    |    |    |
| 1989-90 | ХЗ (Литвинов)     | 1 ліга | 32  | 21  | 23  | 44   |     |    |   |    |    |    |
| 1989-90 | «Едмонтон Ойлерс» | НХЛ    | 25  | 11  | 6   | 17   | 10  |    |   |    |    |    |
| 1990-91 | «Бостон Брюїнс»   | НХЛ    | 29  | 8   | 8   | 16   | 19  | 17 | 2 | 11 | 13 | 0  |
| 1991-92 | «Бостон Брюїнс»   | НХЛ    | 77  | 39  | 36  | 75   | 48  | 13 | 2 | 3  | 5  | 2  |
| 1992-93 | «Бостон Брюїнс»   | НХЛ    | 60  | 19  | 22  | 41   | 38  |    |   |    |    |    |
| 1992-93 | «Цуг»             | НЛА    |     |     |     |      |     | 6  | 2 | 2  | 4  | 14 |
| 1993-94 | «Оттава Сенаторс» | НХЛ    | 42  | 5   | 13  | 18   | 14  |    |   |    |    |    |
| 1994-95 | «Славія» (Прага)  | ЕЛ     | 44  | 29  | 24  | 53   |     |    |   |    |    |    |
| 1995-96 | «Славія» (Прага)  | ЕЛ     | 37  | 21  | 44  | 65   |     | 5  | 2 | 1  | 3  |    |
| 1996-97 | «Славія» (Прага)  | ЕЛ     | 44  | 22  | 32  | 54   | 40  |    |   |    |    |    |
| 1997-98 | «Славія» (Прага)  | ЕЛ     | 49  | 20  | 40  | 60   | 60  | 5  | 0 | 6  | 6  | 6  |
| 1998-99 | «Славія» (Прага)  | ЕЛ     | 50  | 25  | 31  | 56   | 67  |    |   |    |    |    |
| 1999-00 | «Славія» (Прага)  | ЕЛ     | 21  | 5   | 8   | 13   | 16  |    |   |    |    |    |
| Всього  | Всього            | Всього | 903 | 510 | 510 | 1020 | 649 | 46 | 8 | 23 | 31 | 22 |